# Neukloster
Neukloster là một đô thị tại huyện Nordwestmecklenburg, bang Mecklenburg-Vorpommern, miền bắc nước Đức.

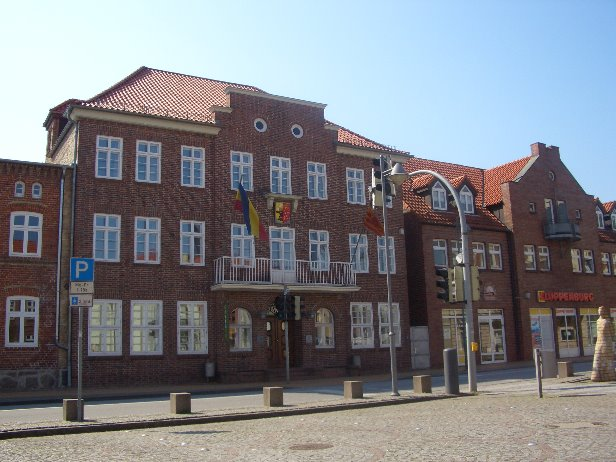
City Hall
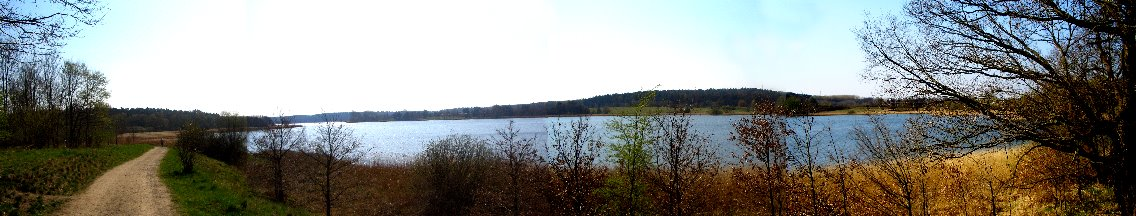
Lake Neukloster